# PROK1
PROK1 (англ. Prokineticin 1) – білок, який кодується однойменним геном, розташованим у людей на 1-й хромосомі. Довжина поліпептидного ланцюга білка становить 105 амінокислот, а молекулярна маса — 11 715.
| 10         |  | 20         |  | 30         |  | 40         |  | 50         |
| ---------- |  | ---------- |  | ---------- |  | ---------- |  | ---------- |
| MRGATRVSIM |  | LLLVTVSDCA |  | VITGACERDV |  | QCGAGTCCAI |  | SLWLRGLRMC |
| TPLGREGEEC |  | HPGSHKVPFF |  | RKRKHHTCPC |  | LPNLLCSRFP |  | DGRYRCSMDL |
| KNINF      |  |            |  |            |  |            |  |            |

A: Аланін

C: Цистеїн

D: Аспарагінова кислота

E: Глутамінова кислота

F: Фенілаланін

G: Гліцин

H: Гістидин

I: Ізолейцин

K: Лізин

L: Лейцин

M: Метіонін

N: Аспарагін

P: Пролін

Q: Глутамін

R: Аргінін

S: Серин

T: Треонін

V: Валін

W: Триптофан

Кодований геном білок за функціями належить до факторів росту, мітогенів. 
Задіяний у такому біологічному процесі, як ангіогенез. 
Секретований назовні.